# Archäologisches Museum Split

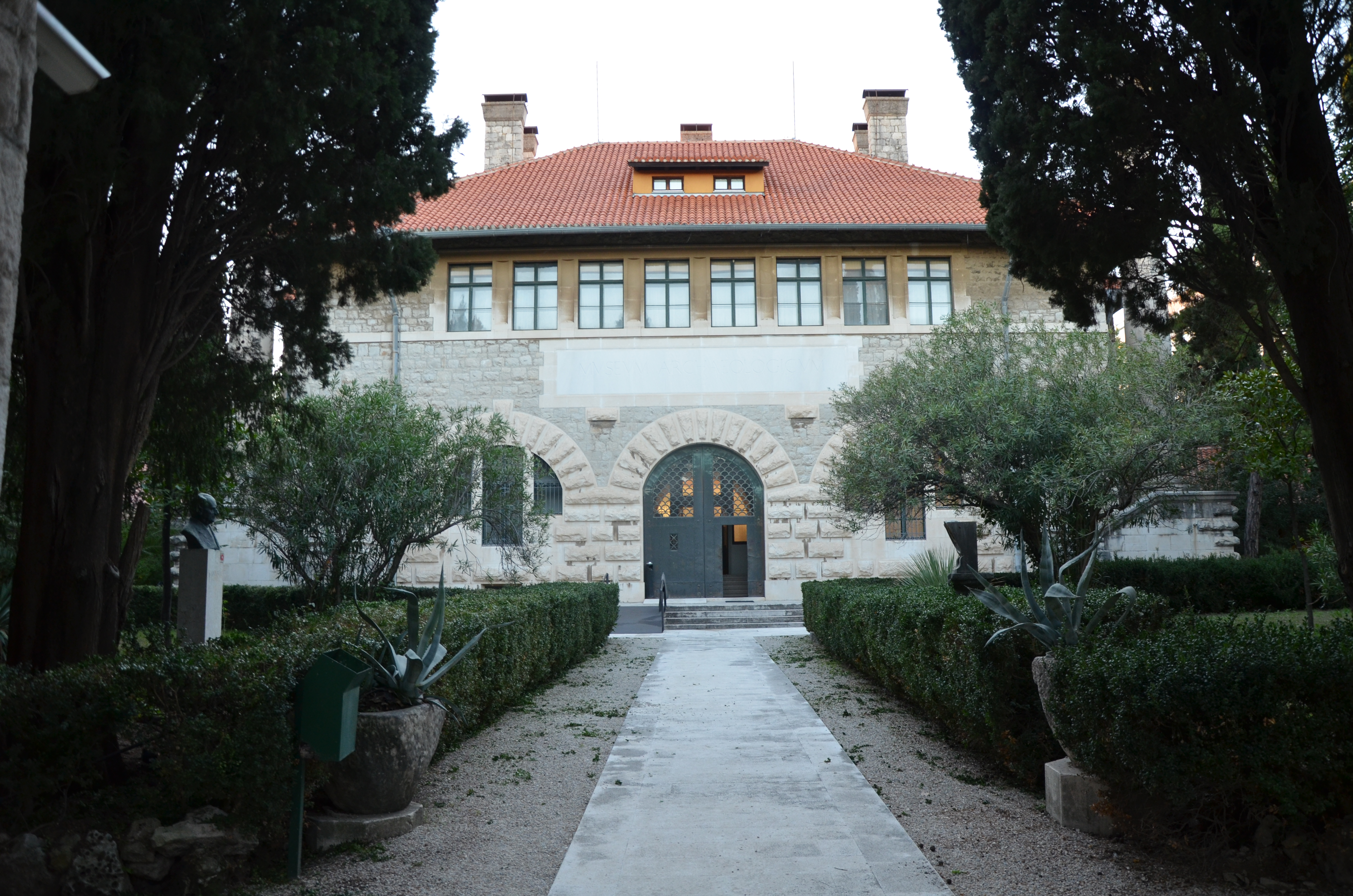
Das Archäologische Museum Split

Das Archäologische Museum Split (kroatisch: Arheološki muzej u Splitu, kurz AMS) ist eine archäologische Sammlung mit Sitz in der kroatischen Stadt Split. Das 1820 gegründete Museum beherbergt etwa 150.000 Exponate der prähistorischen, antiken und mittelalterlichen Geschichte Dalmatiens. Das Museum führt heute noch regelmäßige archäologische Grabungen in Issa, Narona und Salona durch, und besitzt zwei dezentrale archäologische Sammlungen in Vid bei Metković und auf der Insel Vis.

## Geschichte
Anfang des 16. Jahrhunderts trug der Spliter Humanist Dominik Papalić in seinem Haus eine Sammlung antiker Schrift- und Bildtafeln zusammen, die er zusammen mit Marko Marulić in den Ruinen des antiken Salona (Solin) gefunden hatte. Im Jahr 1750 wurde das Erzbischöfliche Museum Split gegründet, welches eine große Sammlung lateinischer Schriften aufbewahrte.
Aufbauend auf diesen frühen Sammlungen wurde das Archäologische Museum Split im Jahr 1820 durch ein Dekret der Regierung des österreichischen Königreichs Dalmatien gegründet. Es ist das älteste Museum in Kroatien. Das erste Museumsgebäude wurde 1821 östlich des Diokletian-Palastes errichtet, doch wurde es bald zu eng für die sich rasch vergrößernden Sammlungen.
Der katholische Priester, Archäologe und Geschichtsforscher Frane Bulić, ab 1884 Direktor des Museums in Split, war eine der herausragendsten Persönlichkeiten des Museums und wirkte als Forscher, Konservator und Schriftsteller für mehr als 50 Jahre. Er gründete 1894 die erste kroatische archäologische Gesellschaft und begleitete in den Jahren 1912 bis 1914 den Neubau des Museums. Der nach den Plänen der Wiener Architekten August Kirstein und Friedrich Ohmann im Stil der Neuromanik errichtete Museumskomplex besteht aus einem zweigeschossigen Hauptgebäude (mit den Ausstellungshallen im Erdgeschoss und der Museumsbibliothek sowie Arbeitszimmern im 1. Obergeschoss) sowie aus einer Reihe das Hauptgebäude umschließenden Arkaden (für das Lapidarium) und einem angeschlossenen Garten. Durch den Ausbruch des Ersten Weltkrieges wurde das neue Museumsgebäude erst Anfang 1922 für die Öffentlichkeit zugänglich gemacht.

## Sammlungen
Das Archäologische Museum Split umfasst acht Sammlungen:
- die Altchristliche Sammlung zur Christlichen Archäologie Dalmatiens
- die Altkroatische Sammlung zur Landnahme der Kroaten auf dem Balkan
- die Epigraphische Sammlung
- die Griechisch-hellenistische Sammlung zur Griechischen Kolonisation Dalmatiens
- die Hydro-archäologische Sammlung zur Unterwasserarchäologie im Adriatischen Meer
- die Numismatische Sammlung
- die provinzialrömische Sammlung zur Geschichte der Römischen Provinz Dalmatia
- die Vorgeschichtliche Sammlung zur Geschichte der Illyrer

Die Sammlungen des Archäologischen Museums decken die gesamte Geschichte Dalmatiens von der Urgeschichte bis zum frühen Mittelalter ab. Von besonderer Bedeutung sind prähistorische Knochen- und Metallgegenstände, griechisch-hellenistische Keramik, sowie römische Glas und Steinarbeiten. Das Museum besitzt auch eine große Sammlung antiker und mittelalterlicher Münzen (über 70.000) und einen bedeutenden Bibliotheks- und Archivbestand.

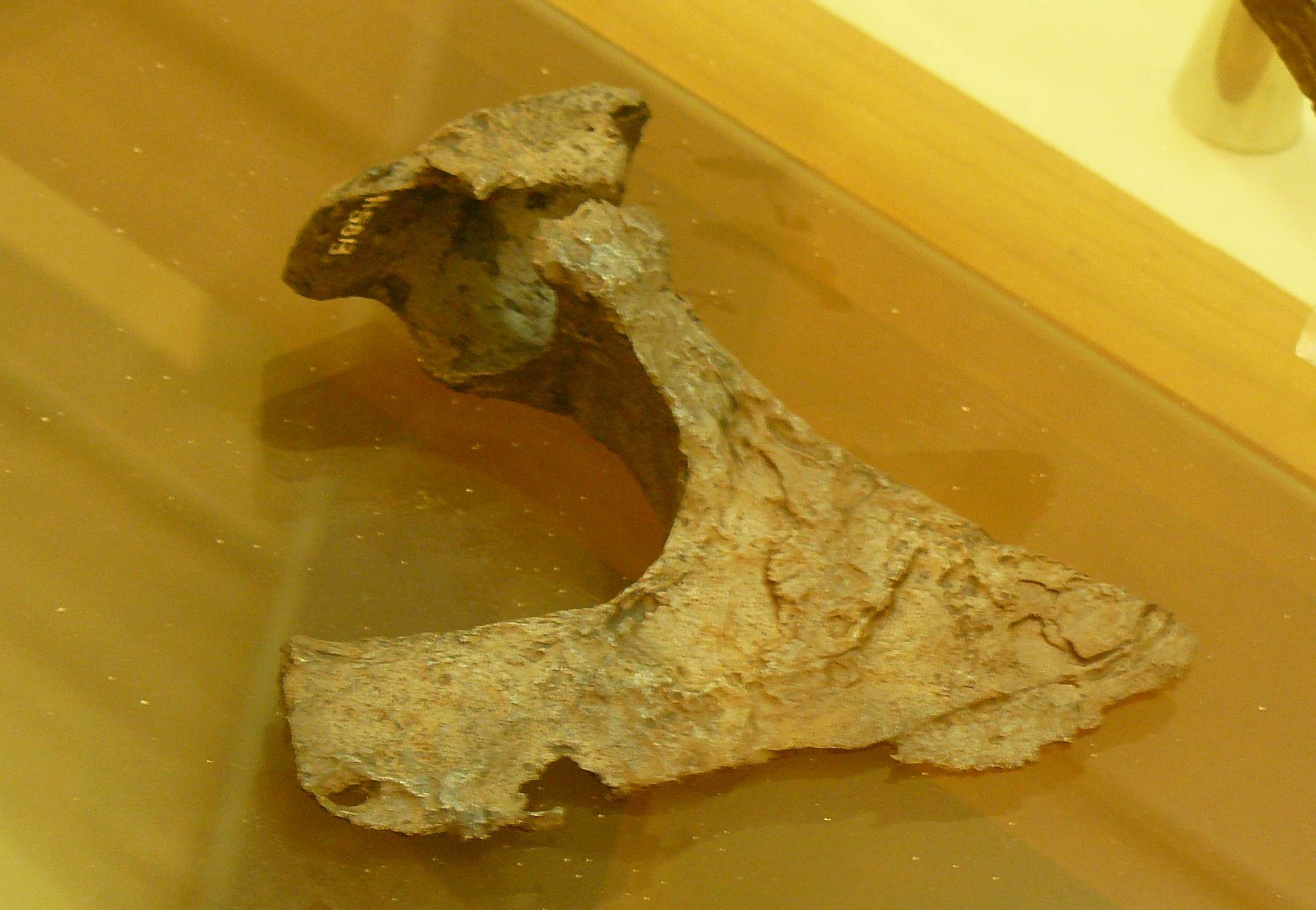
Awarisch-Slawische Kriegsaxt (ca. 7. bis 8. Jahrhundert, also aus der Zeit der slawischen Landnahme auf dem Balkan)
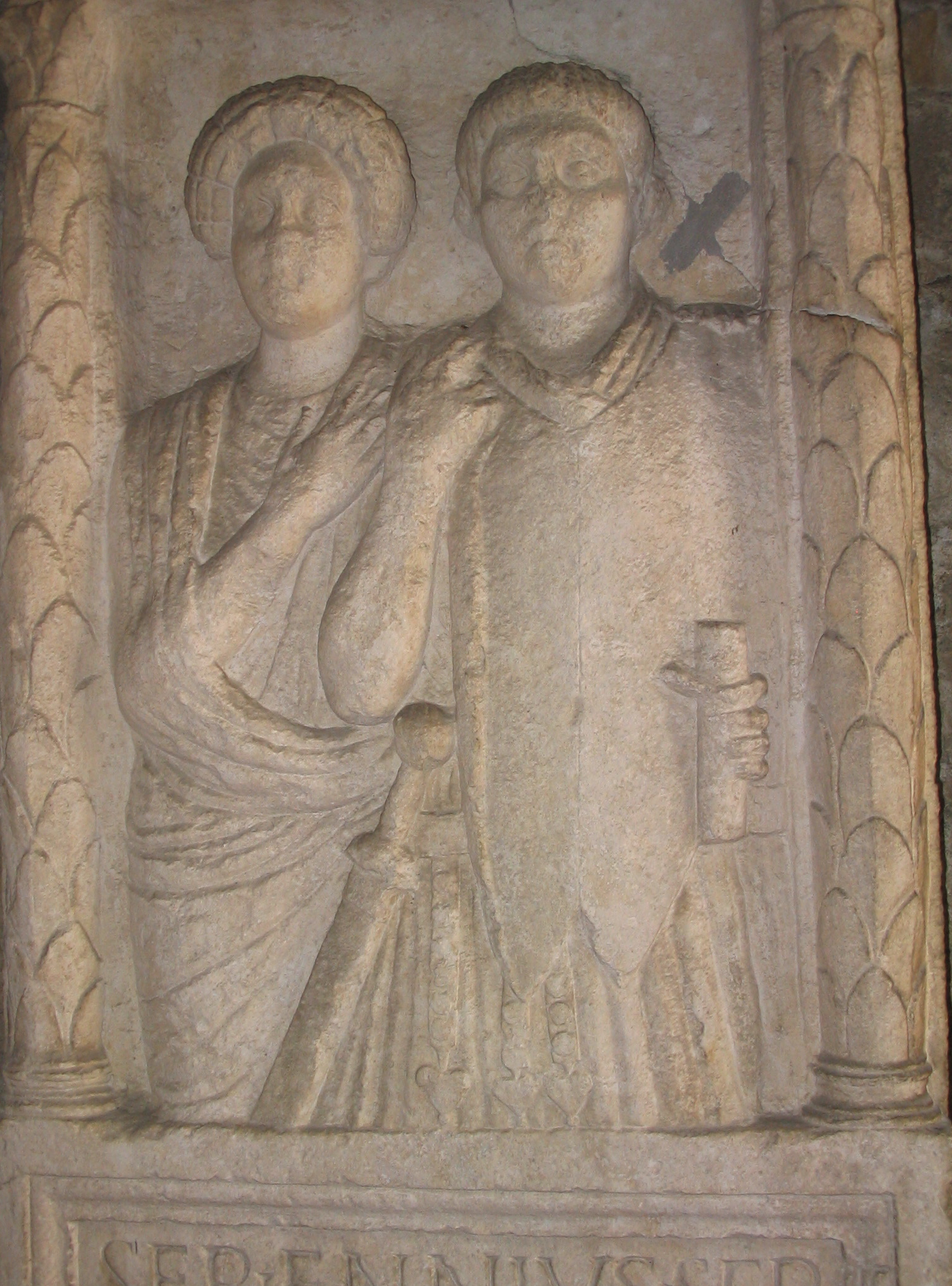
Römisches Ehepaar, Grabrelief aus Andetrium
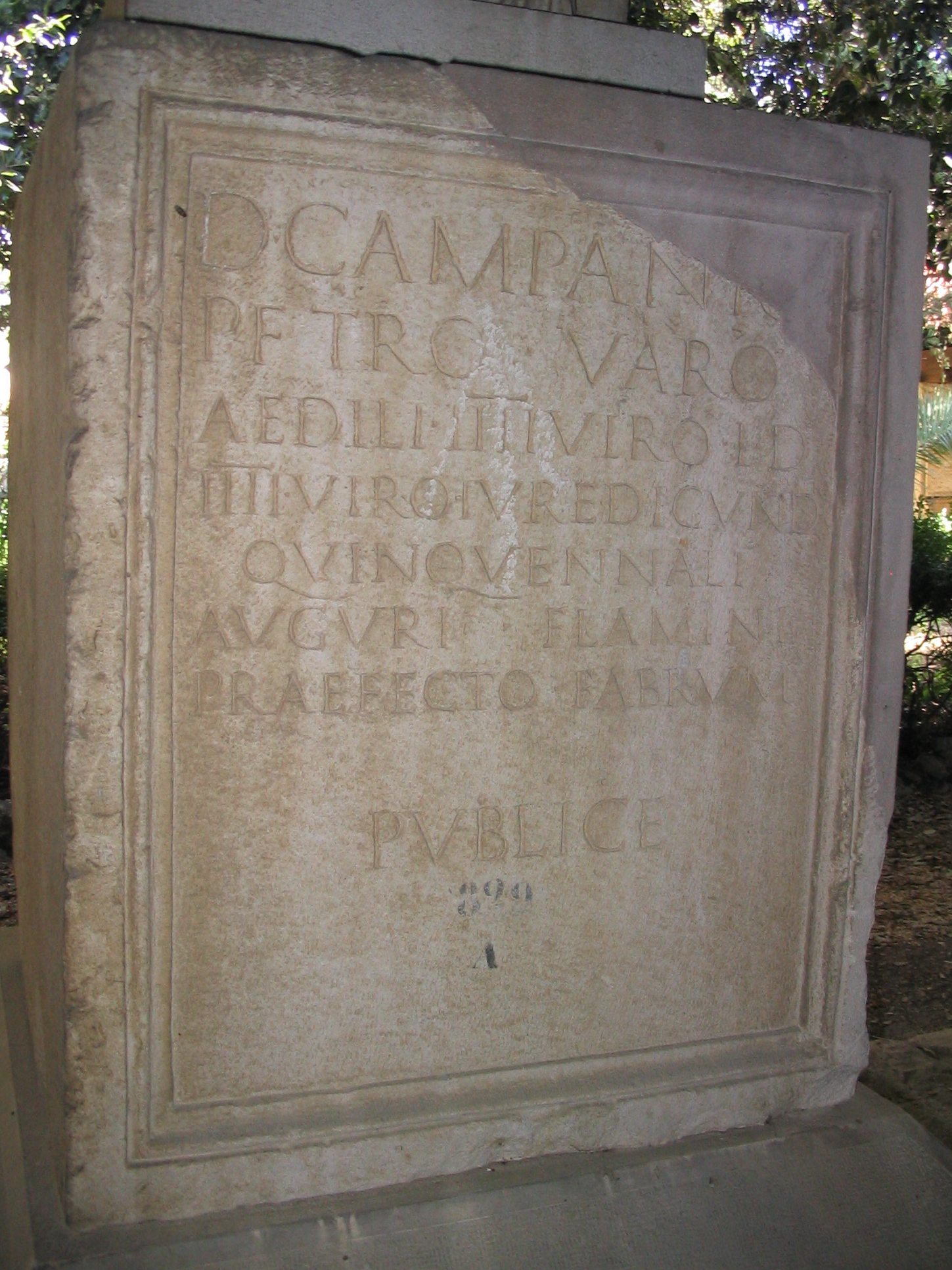
Römische Grabinschrift aus Salona
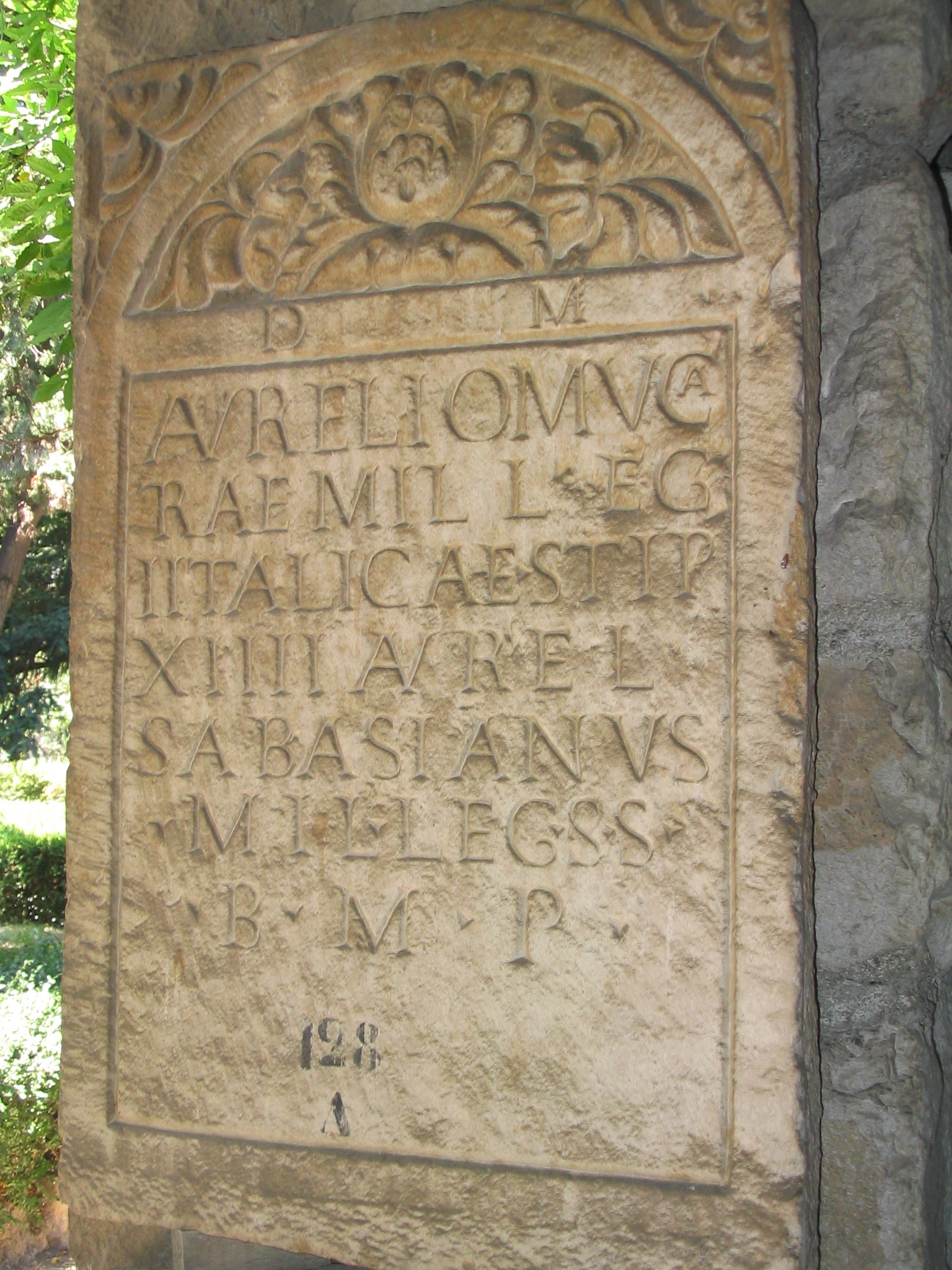
Römische Inschrift aus Salona
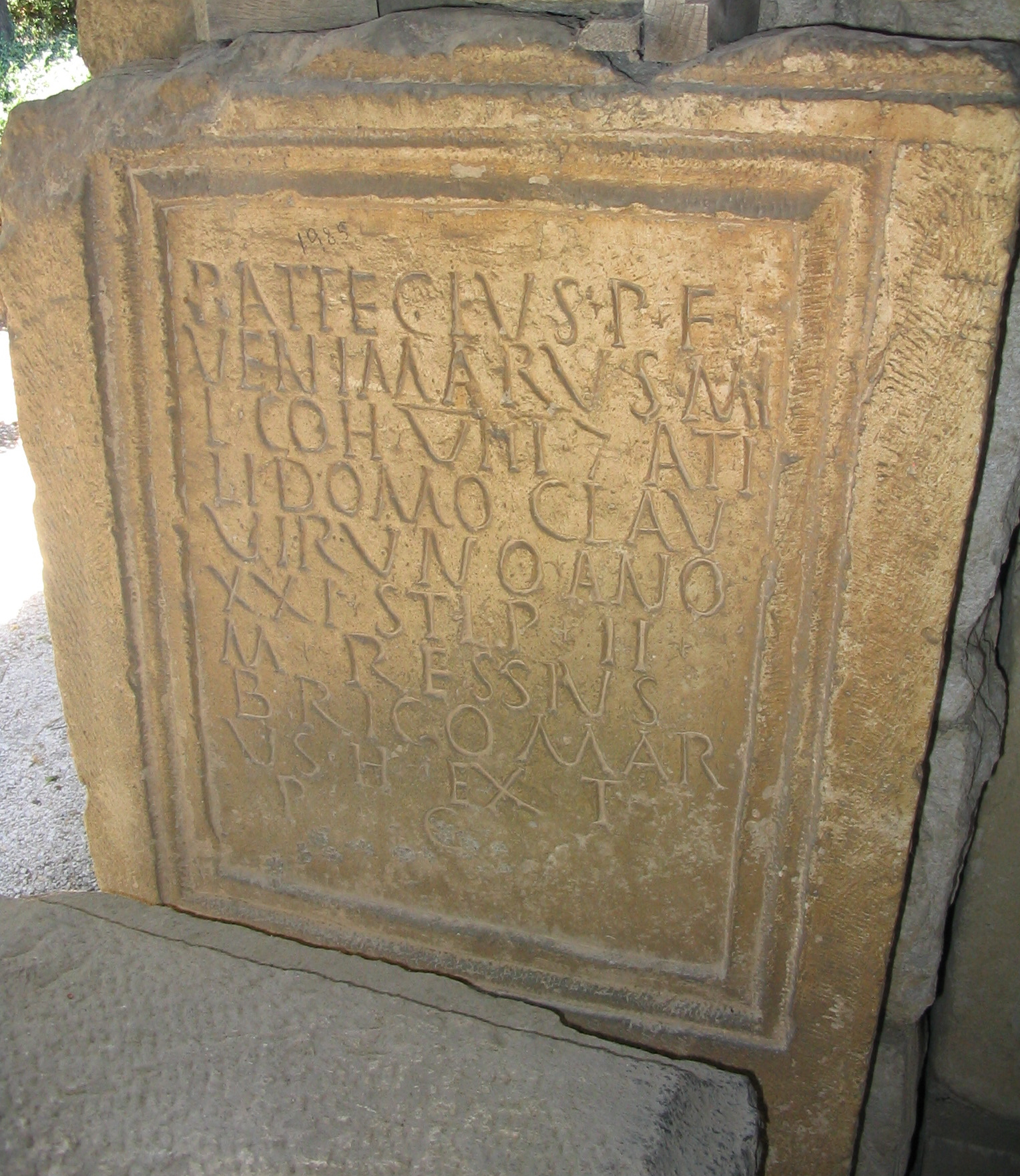
Römische Grabinschrift aus Tilurium